# Língua lategália

Distribuição das tribos Bálticas ca. 1200 (limites aproximados)

Lategálio é falada em Lategália, a porção oriental da Letônia. Ainda se discute se trata-se de uma língua separada ou um dialeto da língua letã. Sua forma  normatizada é reconhecida e protegida como uma variante da língua letã pelas leis da Letônia.

## Classificação
O lategálio faz parte do ramo das línguas bálticas orientais, do grupo das línguas bálticas, das línguas indo-europeias. O ramo inclui também as línguas Letã, Lituana, e o Samogício (dialeto). A língua é moderadamente flexionada; o número dos verbos e as formas dos substantivos são característicos das muitas demais línguas bálticas e eslavas.

## História
Originalmente os lategálios eram uma tribo que vivia nas modernas Vidzeme e Lategália. Acredita-se que eles falavam a língua letã, que mais tarde se espalhou pelo resto da moderna Letônia, absorvendo características do Curoniano antigo, da língua semigaliana, da língua seloniana e das Livonianas. O lategálio moderno tornou-se politicamente separados durante os guerras sueco-polonesas, mantendo-se parte da Comunidade Polaco-Lituana como a voivodia de Inflanty, enquanto o resto dos letões viveu em terras dominadas pela nobreza alemã báltica. Os dois séculos de desenvolvimento separado e a influência de diferentes línguas de mais prestígio provavelmente contribuíram para o desenvolvimento do moderno lategálio como distinto da língua falada em Vidzeme e em outras partes da Letônia.
A linguagem lategália moderna na tradição literária começou a se desenvolver no século XVIII a partir de vernáculos falados pelos letões na parte oriental da Letônia. O primeiro livro publicado em lategálio ainda sobrevivente é "Evangelia toto anno" (Evangelhos para o ano inteiro) em 1753 Os primeiros sistemas de ortografia foram tomados de língua polonesa e utilizadas letras “Antiqua”. Era muito diferente da ortografia alemã de influência, geralmente escrita em Blackletter ou Gothic utilizada para a língua letã no resto do Letônia. Muitos livros lategálios do século XVIII e início do século XIX são de autoria de sacerdotes jesuítas que vieram de vários países europeus à Lategália como o posto avançado norte-oriental da Igreja Católica; seus escritos incluíam literatura religiosa, calendários e poesia. 
A publicação de livros na língua lategália junto com a Lituano foi proibido de 1865 a 1904, junto com a proibição de utilizar letras latinas nessa parte do Império Russo que seguiu à Revolta de Janeiro, onde os insurgentes poloneses na Polônia, também na Lituânia e Lategália questionaram a regra czarista. Durante a proibição, apenas um número limitado de textos religiosos católicos contrabandeados e alguma literatura escrita à mão estava disponível, por exemplo, calendários escritos pelo camponês autodidata Andryvs Jūrdžys.
Após a revogação da proibição, em 1904, houve um renascimento rápido da tradição literária lategália; primeiros jornais, livros didáticos, gramáticas apareceram. Em 1918, a Lategália tornou-se parte do Estado letão recém-criado. De 1920 a 1934, a duas tradições literárias de letãs se desenvolveram em paralelo. Um feito notável durante esse período foi a tradução original do Novo Testamento em lategálio pelo sacerdote e estudioso Aloizijs Broks, publicado em Aglona em 1933 Após o golpe perpetrado por Kārlis Ulmanis em 1934, o ensino do dialeto lategálio foi retirado do currículo escolar e foi invalidada a língua para uso em instituições do Estado; isso foi parte de um esforço para padronizar o uso da língua letã. O lategálio sobreviveu como uma língua falada durante a anexação pela soviética da Letônia (1940-1991) enquanto a literatura impressa em lategálio praticamente deixou de existir entre 1959 e 1989 Alguns intelectuais lategálios em emigração continuaram a publicar livros e estudos sobre a linguagem, principalmente Mikels Bukšs. 
Desde a restauração da Letônia independente tem havido um notável aumento de interesse pela língua lategálio e do seu património cultural. A língua é ensinada como disciplina opcional em algumas universidades; em Rēzekne pela Editora do Centro de Cultura Lategália  liderada por Jānis Elksnis, imprime ambos os livros antigos e novos em lategálio.
Em 1992, Juris Cibuļs e com Lideja Leikuma publicaram um dos primeiros livros em alfabeto lategálio após a restauração da língua. 
No século XXI, a linguagem lategália tornou-se mais visível na vida cultural da Letônia. Além de seus movimentos de preservação, o lategálio pode ser mais frequentemente ouvida em diferentes entrevistas nos canais de televisão nacionais. Há também grupos de rock modernas, como MC Borowa MC e Dabasu Durovys cantando em lategálio que tiveram sucesso moderado em todo o país. Hoje, o lategálio também é encontrado na forma escrita em sinais públicos, como alguns nomes de ruas e em lojas. 

## Distribuição geográfica

Uso do lategálio da comunicação dia-a-dia da Letônia

O lategálio é  falado por cerca de 150 mil pessoas principalmente na Letônia, havendo ainda pequenas comunidades que a falam na Sibéria, Rússia.

## Status oficial
Entre 1920 e 1934, o lategálio foi utilizado pelo governo local na educação na Lategália. Hoje, o lategálio não é usado como língua oficial em qualquer lugar na Letônia. Porém, é formalmente protegido pela Lei da língua letã que afirma que "O Estado da Letônia garante a preservação, proteção e desenvolvimento da linguagem literária lategália como uma variante histórica da língua letã" (§3.4). O lategálio é uma língua separada ou um dialeto da língua letã? Essa é uma questão que tem sido assunto de intenso debate ao longo do século XX. Os defensores da língua lategália como os  linguistas Antons Breidaks e Lidija Leikuma sugeriram que a língua teria características de uma linguagem independente. Oficialmente o lategálio é considerado uma variedade de letão, o que significa que língua letã tem duas normas escritas diferentes - Letóão e lategálio.

## Dialetos
Falantes lategálios podem ser classificados em três grupos principais - do Norte, Central e do Sul. Esses três grupos de variantes locais são inteiramente mutuamente inteligíveis, caracterizado-se apenas por pequenas alterações nas vogais, ditongos e algumas terminações de inflexões. Os dialetos regionais do centro da Lategália (aquelas faladas nas cidades e municípios rurais de Juosmuiža, Vuorkova, Vydsmuiža, Vilani, Sakstygols, Ūzulaine, Makašāni, Drycāni, Gaigalova, Bierži, Tiļža e Nautrāni) formam a base fonética do padrão moderno do lategálio. A literatura do século XVIII foi mais influenciada pela variante sulista do lategálio.

## Alfabeto
A linguagem lategália utiliza uma forma do alfabeto latino com 35 letras. Sua ortografia é semelhante a do Letão, mas tem duas letras adicionais: y  que representa o fonema [ɨ]), que não existe no Letão padrão. A letra ō sobrevive desde a ortografia letã anterior a 1957.
| Maiúscula | Minúscula | Pronúncia |
| --------- | --------- | --------- |
| A         | a         | [ɑ]       |
| Ā         | ā         | [ɑː]      |
| B         | b         | [b]       |
| C         | c         | [t͡s]      |
| Č         | č         | [t͡ʃ]      |
| D         | d         | [d]       |
| E         | e         | [e]       |
| Ē         | ē         | [eː]      |
| F         | f         | [f]       |
| G         | g         | [ɡ]       |
| Ģ         | ģ         | [ɟ]       |
| H         | h         | [x]       |
| I         | i         | [i]       |
| Y         | y         | [ɨ]       |
| Ī         | ī         | [iː]      |
| J         | j         | [j]       |
| K         | k         | [k]       |
| Ķ         | ķ         | [c]       |
| L         | l         | [l]       |
| Ļ         | ļ         | [ʎ]       |
| M         | m         | [m]       |
| N         | n         | [n]       |
| Ņ         | ņ         | [ɲ]       |
| O         | o         | [o]       |
| Ō         | ō         | [oː]      |
| P         | p         | [p]       |
| R         | r         | [r]       |
| S         | s         | [s]       |
| Š         | š         | [ʃ]       |
| T         | t         | [t]       |
| U         | u         | [u]       |
| Ū         | ū         | [uː]      |
| V         | v         | [v]       |
| Z         | z         | [z]       |
| Ž         | ž         | [ʒ]       |

## Exemplos da língua
Tik skrytuļam ruodīs: iz vītys jis grīžās,

A brauciejam breinums, kai tuoli ceļš aizvess,

Tai ĺ cīši pret sprākduoju paušās,<jqabr>
Jei nkaaaatteik – vacei gi dzej4nahiksgkqknn ezb gols d jruotGhs nagdauorbej ramu, junto grūžoj,
ye
Ýothesg
Vys jamās pa sovam ļuas
auds pasauli puormeit,

Bet nak jau sevkuram vīns kuorsynoj myužu

I ramaņu jumtus līk īguodu kuormesemmmĺim.urss
Na vysim tai sadar kai kuošam ar sagqwb

Sirs narybmsk i nvaddabeidsytkjkz par sātmalrim tēufsmrēt,mg
fao
A pruots rauga skaiwejsád pa w zeimem,

Kai rieáadeits, kod saulei vēļ vaiņuku jēme.
(Poema de Armands Kūceņš)
Pai-Nosso:
Myusu Tāvs, kurs esi dabasūs,

slaveits lai tūp Tovs vōrds.

Lai atnōk Tova vaļsteiba.

Tova vaļa lai nūteik, kai dabasūs,
 
tai ari vērs zemes.

Myusu ikdīneiškū maizi dūd mums šudiņ.

I atlaid mums myusu porōdus,

kai i mes atlaižam sovim porōdnīkim.

In naved myusu kārdynōšonā,
 
bet izglōb myusus nu ļauna Amen.
| lategálio                        | Letão                               | Significado |
| -------------------------------- | ----------------------------------- | --- |
| Vasals!                          | Sveiks!                             | Olá! (literalmente, "São e Salvo!", "Sveiks" é mais comum como "Olá" em Letão tem um significado diferente) |
| Loba dīna!                       | Labdien!                            | Olá, bom dia! |
| Muns vuords Eugeņs.              | Mans vārds ir Eugeņs.               | Meu nome é Eugene. |
| Šudiņ breineiga dīna!            | Šodien ir brīnišķīga diena!         | Hoje é um dia maravilhoso / lindo! |
| Vīns, div, treis, niu tu breivs! | Viens, divi, trīs, nu tu esi brīvs! | Um, dois, três, agora é como vocês! ( Contando - jogo para as crianças ) |
| Asu aizjimts itamā šaļtī!        | Esmu aizņemts šobrīd!               | Estou ocupado no momento! |
| Es tevi mīļoju!                  | Es tevi mīlu!                       | Eu te amo! |
| Asu nu Latgolys.                 | Esmu no Latgales.                   | Eu sou da Latgalia. (Em Latvian, "esmu" é a forma curta de "es esmu.") |
| As īšu iz sātu.                  | Es iešu mājās.                      | Eu vou para casa. ('Note, "seta"' em letão significa o pátio de uma herdade, também a própria herdade, por isso num sentido mais rural / agrário de "casa" no lategálio que no letão "Majas", que é mais sugestivo para casa. ) |
| Maņ pateik vuiceitīs.            | Man patīk mācīties.                 | Eu gosto de aprender. ( Notar, essa diferença marcante entre lategálio e letão é bastante típica. O conjunto de exemplos aqui fica bastante semelhante, pois se refere a um conceito básicos. ')                                |

## Palavras comuns entre lategálio eLituano, diferentes do Letão
Notar o impacto de influências externas na língua letã (Alemão em Kurzeme e Vidzeme, Polonês em Lategália).
| em torno              | apkārt            | apleik         | aplink | aplinkus em Letão significa "indiretamente |          |       |        |         |  |
| sempre                | vienmēr           | vysod          | visad(a) | visādi significa "varios" em Letão, forma arcaica para "sempre" is archaic |          |       |        |         |  |
| todos os dias-        | ikdienas-         | kasdīnys-      | kasdienis | |          |       |        |         |  |
| ele                   | viņš, šis         | jis            | jis | |          |       |        |         |  |
| urgente               | steidzams         | skubeigs       | skubus | skubīgs tem o mesmo significado los Letão, mas raramente é usada |          |       |        |         |  |
| interrogar, perguntar | taujāt, izjautāt  | klaust         | klausti, klausinėti                                                                                               | klausīties em Letão é "ouvir"; 'klau!' "significa" Ei! "; klaušināt 'significa pedir para várias pessoas |          |       |        |         |  |
| meita, meitene        | mārga             | mergina, merga | meita em Letão é utilizado mais frequentemente como "filha", enquanto 'meitene' significa "menina" exclusivamente | |          |       |        |         |  |
| lenço                 | lakatiņš          | skareņa        | skarelė | |          |       |        |         |  |
| vestido, casaca       | kleita            | sukne          | suknelė | kleita em Letão é adaptado do Alemão das Kleid, Qualquer expressão nativa foi perdida. lategálio e Lituânio vem do Polonês 'suknia'.                                                                                            |          |       |        |         |  |
| topo, ápice           | galotne, virsotne | viersyune      | viršūnė | |          |       |        |         |  |
| pilar, coluna         | stabs             | stulps         | stulpas | stulpiņi (diminutivoe, plural p/ "stulps") em Letão é usado para "polainas" |          |       |        |         |  |
| ler                   | lasīt             | skaiteit       | skaityti | skaitīt em Letão significa contar, noskaitīt é recitar |          |       |        |         |  |
| vir                   | nākt              | atīt           | ateiti | atiet em Letão significa para partir (a raiz da palavra "iet" significa "ir") |          |       |        |         |  |
| cadeia, grupo, linha  | rinda             | aiļa           | eilė | aile em Letão significa linha em sentido muito restrito - refere-se ao espaço entre duas linhas |          |       |        |         |  |
| sentar                | apsēsties         | atsasēst       | atsisėsti | |          |       |        |         |  |
| responder             | atbildēt          | atsaceit       | atsakyti | -- | torturar | mocīt | komuot | kamuoti |  |
| morrer ( animais)     | nosprāgt          | nūgaist        | nugaišti | |          |       |        |         |  |
| espremer              | maidzīt           | maidzeit       | maigyti | |          |       |        |         |  |
| pegar um resferiado   | saaukstēties      | puorsaļt       | peršalti | pārsalt em Letão significa congelar por completo (podendo morrer) |          |       |        |         |  |
| frio                  | auksts            | solts          | šalta | auksts é mais comum em Letão para for "frio" do que "salts" – frio de arrepiar |          |       |        |         |  |
| engano                | kļūda             | klaida         | klaida | |          |       |        |         |  |
| página                | lappuse           | puslopa        | puslapis | palavra composta, em Letão a ordem é "folha" + "lado", inversa da ordem em lategálio e Lituâno |          |       |        |         |  |
| abaixo, para baixo    | lejup             | zamyn          | žemyn | zemu em Letão significa "baixo" |          |       |        |         |  |
| e, também             | un                | i              | ir | un e arī são de uso comum em Letão, "i" é arcaico encontrado principalmente em canções folclóricas e na poesia |          |       |        |         |  |
| estabelecer-se em     | iekārtoties       | īsataiseit     | įsitaisyti | |          |       |        |         |  |
| família               | ģimene            | saime          | šeima | "ģimene" é usada em Letão para o núcleo familiar, 'Saime' denota da família e da casa, por exemplo, 'saimnieks, saimniece' é mestre e mestra (respectivamente, do lar) enquanto na Lituânia é giminė, usado para família grande |          |       |        |         |  |
| pátria                | tēvzeme           | tāvaine        | tėvynė | |          |       |        |         |  |
| leste                 | austrumi          | reiti          | rytai | "rīti" é menos comum, uma forma poética em Letão |          |       |        |         |  |
| oeste                 | rietumi           | vokori         | vakarai | "vakari" é menos comum, uma forma poética em Letão |          |       |        |         |  |
| ficar em pé           | piecelties        | atsastuot      | atsistoti | |          |       |        |         |  |
| ferir                 | sūrstēt           | pierkšēt       | perštėti | |          |       |        |         |  |
| tesoura               | šķēres            | zirklis        | žirklės | šķēres em Letão, a palavra se origina do Alemão n die Schere, dzirkles se refere a tosquia |          |       |        |         |  |